# Nomuraea anemonoides
Nomuraea anemonoides är en svampart som beskrevs av A.D. Hocking 1977. Nomuraea anemonoides ingår i släktet Nomuraea och familjen Clavicipitaceae.   Inga underarter finns listade i Catalogue of Life.